# Culfa (Stadt)
Culfa, deutsch auch Dschulfa (von russisch Джульфа; armenisch Ջուղա, Dschugha), ist eine Stadt in Aserbaidschan und Hauptstadt des Rayons Culfa in der Autonomen Republik Nachitschewan. Die Stadt liegt am linken Ufer des Flusses Aras und hat 13.500 Einwohner (Stand: 2021). 2014 betrug die Einwohnerzahl etwa 12.900. Am anderen Ufer des Flusses, der die Staatsgrenze zu Iran markiert, liegt die Stadt Dscholfa.

## Geschichte
Im Mittelalter war die erstmals im 5. Jahrhundert erwähnte Stadt ein bedeutendes Handelszentrum an der Straße von Persien nach Armenien und war von Christen wie Muslimen besiedelt. Ab dem 15. Jahrhundert verlor die Stadt an Bedeutung, insbesondere nach den Kriegen zwischen dem Osmanischen Reich und Persien im 16. Jahrhundert. Doch noch zu Beginn des 17. Jahrhunderts hatte die Stadt über 20.000 Einwohner. 1604 wurde die Stadt jedoch vom Schah Abbas I. niedergebrannt, da er sie gegen die Türken nicht verteidigen konnte. Die Bewohner wurden nach Isfahan umgesiedelt, wo es noch heute eine armenische Gemeinde und einen von dieser bewohnten und nach Culfa Neu-Culfa benannten Stadtteil gibt. 
Die Stadt war danach großteils verlassen. Gegen 1880 gingen jährlich etwa 80–90 Karawanen mit türkischen und persischen Waren im Werte von 1,6 Mill. Rubel durch das 1848 neugegründete Culfa. Es hatte in dieser Zeit 200 Einwohner, eine Post- und Telegraphenstation und 24 meist in Trümmern liegende Kirchen. Durch den Bau einer Bahnstrecke von Russland nach Persien wurden zu Beginn des 20. Jahrhunderts Teile der alten Stadt zerstört, aber durch die Eröffnung der Strecke 1906 gewann die Stadt wieder an Bedeutung.

## Armenischer Friedhof

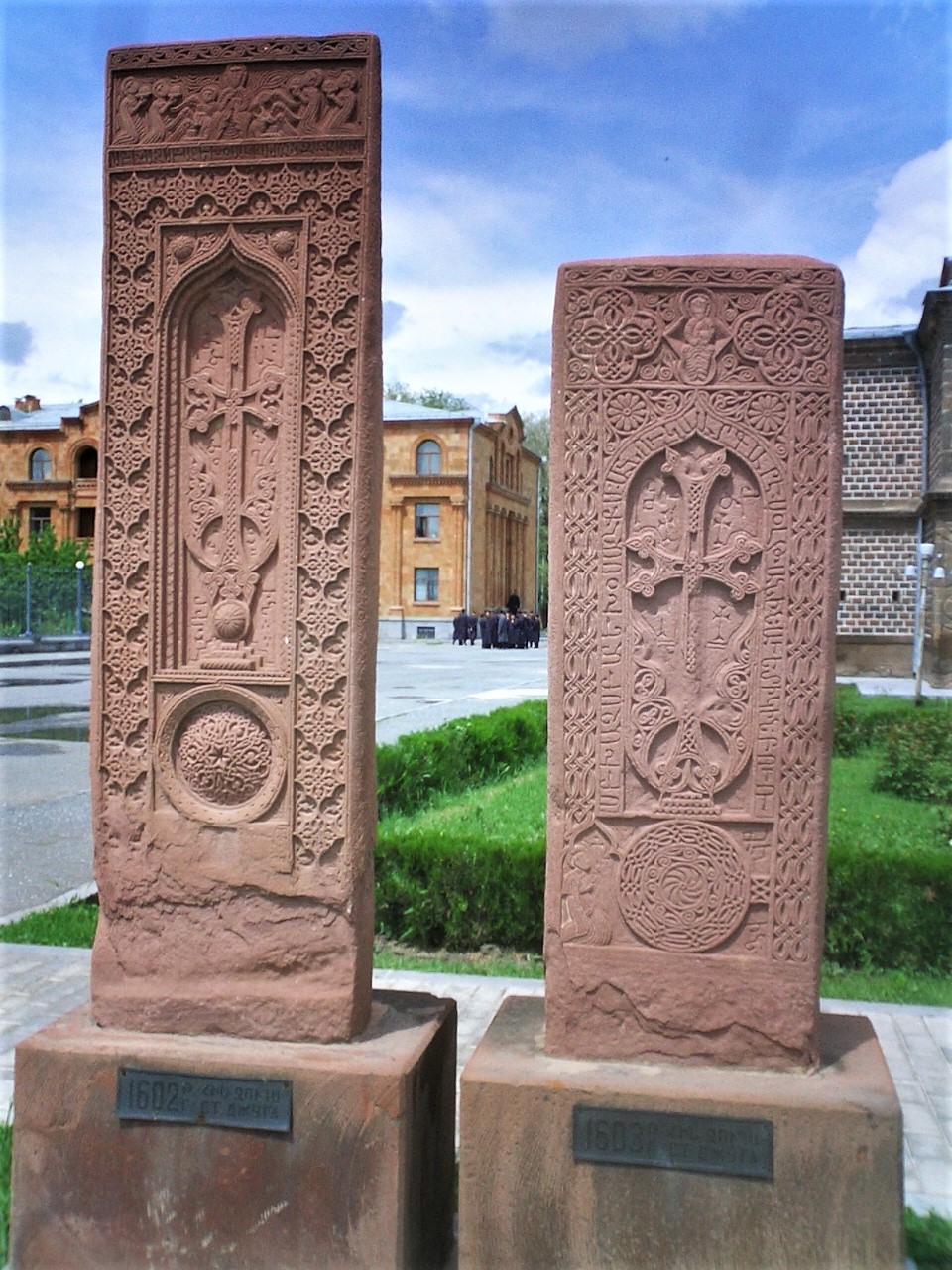
Kreuzsteine aus Culfa

Nahe der Stadt, bei Alt-Culfa, befand sich ein armenischer Friedhof aus dem 15. und 16. Jahrhundert mit über 3000 Grabsteinen. Der Friedhof von Culfa war in drei Bereiche gegliedert. Der erste Sektor umfasste Grabbauten des 9. bis 13. Jahrhunderts, der zweite Sektor das 14. und 15. Jahrhundert und der dritte Sektor das 16. Jahrhundert bis 1605. Er umfasste 1600 Quadratmeter und ursprünglich wohl über 10.000 Chatschkar (wortwörtlich Kreuzstein; typische Stelen der armenischen Steinmetzkunst). 1903 beim Bau der Eisenbahn zwischen Culfa und Hamadan (Iran) wurden ungefähr 6000 Kreuzsteine zerstört. Dieser wurde von 1998 bis 2006 jedoch vollständig zerstört. Mitte Dezember 2005 planierte die aserbaidschanische Armee die Anlage und wandelte sie in einen Truppenübungsplatz um, der nun als militärisches Sperrgebiet unzugänglich ist. Die Zerstörung wurde vom Europäischen Parlament kritisiert und als Bruch der Welterbe-Konvention bezeichnet. Die armenische Regierung und Sprecher des Europäischen Parlaments warfen Aserbaidschan ein ähnliches Vorgehen wie das der Taliban mit den Buddha-Statuen von Bamiyan in Afghanistan vor. Aserbaidschan wies die Vorwürfe zurück und erlaubte ausländischen Beobachtern keinen Zutritt zu dem Gebiet.

## Verkehr
Culfa hat einen Bahnhof an der 1908 eröffneten Bahnstrecke Jerewan–Dscholfa. Der Eisenbahnverkehr in Nachitschewan ist aber eingestellt, auch weil die Verbindung zum übrigen aserbaidschanischen Eisenbahnnetz nur über durch Armenien verlaufende Strecken besteht. So ruht derzeit auch der Eisenbahnverkehr über den Grenzübergang in das iranische Dscholfa, der derzeit einzige zwischen Aserbaidschan und der Islamischen Republik Iran. Es ist geplant, ihn wieder in Betrieb zu nehmen. Weit fortgeschritten ist allerdings der Bau einer neuen Eisenbahnstrecke zwischen Iran und dem aserbaidschanischen Kernland mit einem Grenzübergang in Astara, dessen Inbetriebnahme die Bedeutung des Übergangs zwischen Culfa und Dscholfa weiter relativieren wird. 